# إيمو (برنامج)
الإيمو (بالإنجليزية: Imo.im)‏ هي خدمة مجانية للاتصال الصوتي والمرئي وخدمة الرسائل الفورية. يسمح بإرسال الموسيقى والفيديو وملفات المستندات المنقولة وغيرها من الملفات، إلى جانب العديد من الملصقات المجانية. وهو يدعم مكالمات الفيديو الجماعية والمكالمات الصوتية المشفرة لما يصل إلى 20 مشاركًا. وفقًا لمطورها، تمتلك الخدمة أكثر من 200 مليون مستخدم ويتم إرسال أكثر من 50 مليون رسالة يوميًا من خلالها.

## تاريخ
- في مارس 2014، انتهى دعم جميع شبكات المراسلة التابعة لجهات خارجية.[7]
- في يناير 2018، وصل التطبيق إلى 500 مليون عملية تثبيت.[8]